# 姫路ジャンクション
姫路ジャンクション（ひめじジャンクション）は、兵庫県姫路市と高砂市の市境にあるジャンクション。国道2号の姫路バイパスと播但連絡道路を接続しており、播磨臨海地域道路 (支線) との接続が計画されている。
2000年の姫路バイパス無料開放までは、この場所に「高砂料金所」が設置されていた。また、かつては兵庫県警察高速道路交通警察隊高砂分駐隊が併設されていた。

## 道路
- 姫路バイパス　(国道2号)
- E95 播但連絡道路

## 隣
姫路バイパス
別所ランプ - 姫路JCT  - 姫路東ランプ
E95 播但連絡道路
姫路JCT - (1) 大塩別所ランプ